# Edin
Edin je moško osebno ime.

## Izvor imena
Ime Edin je muslimansko ime in bi ga lahko razlagali iz arabske besede äddin v pomenu »vera, religija«  

## Različice imena
- ženski različici imena: Edina, Edinka

## Pogostost imena
Po podatkih Statističnega urada Republike Slovenije je bilo na dan 31. decembra 2007 v Sloveniji število moških oseb z imenom Edin: 806. Med vsemi moškimi imeni pa je ime Edin po pogostosti uporabe uvrščeno na 186. mesto.